# Gerhard Pohl

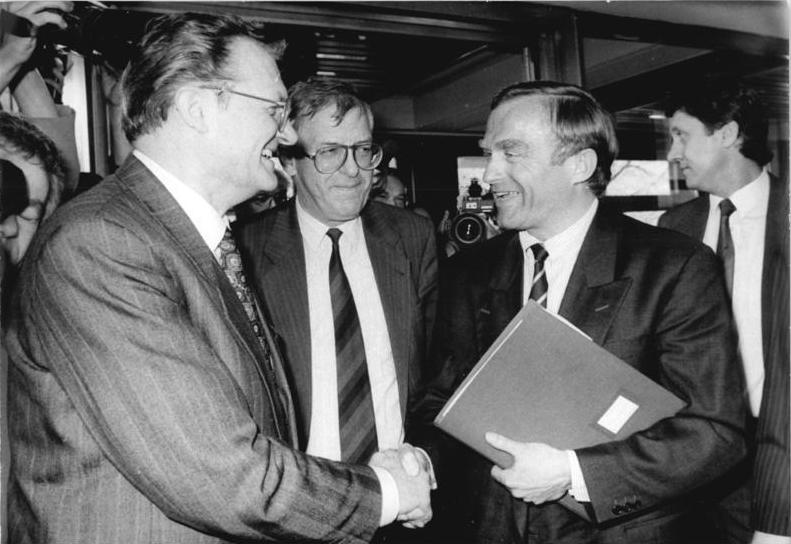
Gerhard Pohl (links) 1990 mit Helmut Haussmann und Franz Bertele

Gerhard Pohl (* 16. August 1937 in Guben; † 30. Mai 2012 bei Jessern im Schwielochsee) war ein deutscher Ingenieur und CDU-Abgeordneter in der Volkskammer der DDR. Er war von April bis August 1990 Minister für Wirtschaft der DDR.

## Leben
Geboren als Sohn eines Webmeisters absolvierte Gerhard Pohl eine Lehre zum Tuchmacher. 1955 bis 1958 studierte er an der Ingenieurschule für Textiltechnik in Forst (Lausitz) mit dem Abschluss als Ingenieur für Textiltechnik. Von 1959 bis 1967 war er als Betriebsassistent, Technologe im VEB Vereinigte Feintuchwerke Forst, tätig.
Ein Fernstudium an der Technischen Universität Dresden beendete er 1969 als Diplom-Ingenieurökonom.
Seit 1977 als Direktor für Forschung und Erzeugnisentwicklung tätig, erfolgte 1978 seine Promotion zum Dr. oec. Von 1986 bis 1990 war Pohl erster stellvertretender Betriebsdirektor im VEB Forster Tuchfabriken.
Der politische Weg Pohls begann mit dem Eintritt in die CDU der DDR im Jahre 1958. Seit 1972 gehörte Pohl dem Vorstand des CDU-Kreisverbandes Forst (Lausitz) an. 1989 gehörte er kurzzeitig dem CDU-Parteivorstand der DDR an. Von 1981 bis 1990 war Gerhard Pohl Mitglied der Volkskammer der DDR.
Am 12. April 1990 wurde Pohl als Minister für Wirtschaft in den von Ministerpräsident Lothar de Maizière geleiteten Ministerrat der DDR berufen.
Nachdem ihm eine Mitschuld an der wirtschaftlichen Misere in der DDR gegeben worden war, ersuchte er um seine Entlassung. Dieses Rücktrittsangebot nahm de Maizière am 22. August 1990 an.
Nach der Wende war Gerhard Pohl geschäftsführender Gesellschafter einer Firma zur Entwicklung veredelter Kunststoffe in Forst (Lausitz). Außerdem war er Vorsitzender des Forster Tuchmacher e. V.
Gerhard Pohl war ein begeisterter Segler. Seit 1959 war Mitglied im Verein „Seglergemeinschaft Schwielochsee“ in Jessern. Am 30. Mai 2012 wurde er leblos im Schwielochsee gefunden.
Pohl arbeitete als Inoffizieller Mitarbeiter beim Ministerium für Staatssicherheit.